# Municipio de White (condado de Newton)
El municipio de White (en inglés: White Township) es un municipio ubicado en el condado de Newton en el estado estadounidense de Arkansas. En el año 2010 tenía una población de 830 habitantes y una densidad poblacional de 8,88 personas por km².

## Geografía
El municipio de White se encuentra ubicado en las coordenadas 35°56′50″N 93°6′25″O / 35.94722, -93.10694. Según la Oficina del Censo de los Estados Unidos, el municipio tiene una superficie total de 93.46 km², de la cual 92,92 km² corresponden a tierra firme y (0,58 %) 0,54 km² es agua.

## Demografía
Según el censo de 2010, había 830 personas residiendo en el municipio de White. La densidad de población era de 8,88 hab./km². De los 830 habitantes, el municipio de White estaba compuesto por el 95,9 % blancos, el 0,12 % eran afroamericanos, el 0,96 % eran amerindios, el 0,96 % eran asiáticos y el 2,05 % eran de una mezcla de razas. Del total de la población el 0,72 % eran hispanos o latinos de cualquier raza.